# Sainte-Rose-du-Nord
Sainte-Rose-du-Nord es un municipio parroquial canadiense situado en la provincia de Quebec.

## Superficie
Sainte-Rose-du-Nord tiene una superficie de 116,61 km².

## Demografía
En 2021, tenía 434 habitantes, una densidad poblacional de 3,7 hab./km², y 261 viviendas.